# Cigugur Kaler
Cigugur Kaler is een bestuurslaag in het regentschap Subang van de provincie West-Java, Indonesië. Cigugur Kaler telt 4276 inwoners (volkstelling 2010).